# Siphona murina
Siphona murina là một loài ruồi trong họ Tachinidae.